# Alfredo Lanari
Alfredo Lanari (Mar del Plata, 9 de febrero de 1910 - 23 de marzo de 1985) fue un prestigioso médico argentino. Comenzó su educación universitaria en la Facultad de Medicina de la Universidad de Buenos Aires, donde se graduaría en 1933 con medalla de oro. Luego se perfeccionaría en la Universidad de Múnich, en 1937, y en la Universidad de Harvard, entre 1938 y 1939.
Lanari comenzó a enseñar en la Universidad de Buenos Aires, integrando la cátedra de Clínica Médica. Fue asistente de esa cátedra entre 1934 y 1937, convirtiéndose en profesor adjunto en 1949 y dirigiéndola a partir de 1956. También dirigió el laboratorio experimental de la cátedra de Patología y Clínica de la Tuberculosis, y esta carrera académica le valió, en 1976, el título honorífico de Profesor Emérito.
En 1951 fue designado miembro de la Fundación Rockefeller, y entre 1951 y 1952 se desempeñó como asesor técnico de fisiopatología pulmonar en la ciudad de Guayaquil. Entre 1952 y 1954 dirigió el departamento cardiopulmonar del National Jewis Hospital, en Denver, y en 1962 fue uno de los fundadores Sociedad de Investigaciones Clínicas, institución que integró hasta su muerte, en 1985.
Lanari escribió muchos trabajos en revistas de la materia, y publicó trabajos como Los transmisores químicos (1936), Miotonías (1942), Determinación de la presión arterial y pulmonar en el hombre (1946) y Los músculos estriados en el hipotiroidismo (1947). Además, recibió numerosos premios, como Facultad (1936), Luis Güemes (1943), Pedro O. Belou (1951), Premio Konex de Platino (1983), Alejandro Shaw (1984) y el Premio Konex de Honor (1993), recibido por su familia.
El doctor también hizo su contribución a la educación donando unos terrenos en Villa Lugano a la Escuela N.º 13. la cual hoy lleva su nombre.